# Odüsszeusz hazatérése
Az Odüsszeusz hazatérése Claudio Monteverdi 1640-ben bemutatott operája. Az 1624-es Tankréd és Klorinda párviadala után az első zenés drámai mű, ami a szerzőtől fennmaradt. A köztes időszakban Monteverdi számos művet komponált, de ezek elvesztek, sok esetben még a darabok címe sem ismert.

## Az opera története és szövegkönyve
Az Odüsszeusz hazatérése már nem egy olyan zárt, arisztokratikus közönségnek készült kamaradarab, mint amilyen az Orfeó volt, hanem egy, az első nyilvános operaházban, Velencében bemutatott opera. Az idős mester célja nem egy reprezentatív udvari előadás megvalósítása, hanem egy népi szórakoztató darab megalkotása volt.
A szövegkönyvíró Giacomo Badoaro Homérosz hatalmas eposzából lényegében az utolsó epizódokat használta fel a rendkívül szövevényes és dagályos librettó megalkotásához. Nagy újítása, hogy a fennkölt, heroikus, nem mindennapi adottságokkal rendelkező szereplők mellett hétköznapi figurákat is felvonultat: ilyen Pénelopé szolgálólánya, vagy a címszereplő szolgálatában álló kondás. Egy kifejezetten komikus szereplő is megjelenik a darabban, aki több későbbi mű buffószerepének lett az őse.
A zenei anyagot sokáig elveszettnek hitték, mígnem a Bécsi Állami Könyvtárban W. Amros zenetudós fel nem fedezte a partitúra egy töredékes példányát 1881-ben. Az opera nyomtatásban 1923-ban jelent meg az osztrák fővárosban, majd két évvel később sor került a darab első modern kori bemutatójára is.

## Az opera szereplői és helyszínei
| Szereplő                                             | Hangfekvés   |
| ---------------------------------------------------- | ------------ |
| A Halandóság                                         | tenor        |
| Az idő                                               | basszus      |
| A Sors                                               | szoprán      |
| A Szerelem                                           | szoprán      |
| Zeusz, az istenek királya                            | bariton      |
| Poszeidón, a tengerek istene                         | basszus      |
| Héra, Zeusz felesége                                 | szoprán      |
| Pallasz Athéné, a bölcsesség és a tudomány istennője | szoprán      |
| Odüsszeusz, Ithaka király                            | tenor        |
| Pénelopé, a felesége                                 | szoprán      |
| Télemakhosz, a fiuk                                  | tenor        |
| Antinoosz, Pénelopé kérője                           | basszus      |
| Amphinimosz, Pénelopé kérője                         | tenor        |
| Peiszandrosz, Pénelopé kérője                        | tenor        |
| Melanthó, Pénelopé szolgálólánya                     | mezzoszoprán |
| Eumaiosz, Odüsszeusz kondása                         | tenor        |
| Irosz, nagyhasú koldus                               | tenor        |
| Eurükleia, Odüsszeusz dajkája                        | alt          |
| 1. phaják hajós                                      | tenor        |
| 2. phaják hajós                                      | tenor        |

- Kórus: szolgák, katonák, vendégek
- Történik: az előjáték az istenek világában; a cselekmény Ithakában, 10 évvel a trójai háború után
- Színhelyek:
  - Prológus: az istenek világa
  - I. felvonás: 1. kép: Odüsszeusz palotája; 2. kép: Ithaka partjai; 3. kép: Odüsszeusz palotája; 4. kép: Erdő a palota közelében
  - II. felvonás: 1. kép: Odüsszeusz palotája; 2. kép: A palota közelében; 3. kép: A királyi palota; 4. kép: Az istenek világa

Játékidő: 1 óra 37 perc

## Az opera cselekménye

### Prológus
Az Idő, a Szerencse és a Szerelem erejével dicsekszik: ők hárman mind erősebbek az embernél. Az Idő elmulasztja a halandó ember számára kiszabott éveket. A Szerencse eldönti: jó vagy bal sors fog-e várni az emberre. A Szerelem mindkettőn túl tesz, hiszen ő a halhatatlan isteneket is a hatalma alatt tartja.
A jelenet szimbolikus értelmezése kérdések tömkelegét fogalmazza meg: erősebb-e az idő, mint Odüsszeusz és hitvese?; győzedelmeskedik-e a szerencse Ithaka királyának leleményessége és hősiessége felett?; a Szerelemé a diadal, vagy a halandóé, aki a fél világot bebarangolta?.

### I. felvonás
1.kép: Pénelopé immár 20 éve várja haza férjét, akit rajta kívül már mindenki halottnak gondol. Hírmondók jelentek meg, akik látni vélték Odüsszeusz hajójának pusztulását. Sokan a pletykára alapozva gondolják úgy: ithakai hős királya már nincs az élők között. Pénelopé azonban rendíthetetlenül hisz benne, hogy férje még él. Minden kísértésnek ellenáll: a kérők szavainak, a fenyegetéseknek, a mendemondáknak. Drámai monológban tesz hitet amellett, hogy Odüsszeusz egyszer még visszatér. Ezután Melantho és Eurümakhosz énekeli el komikus szerelemi kettősét.

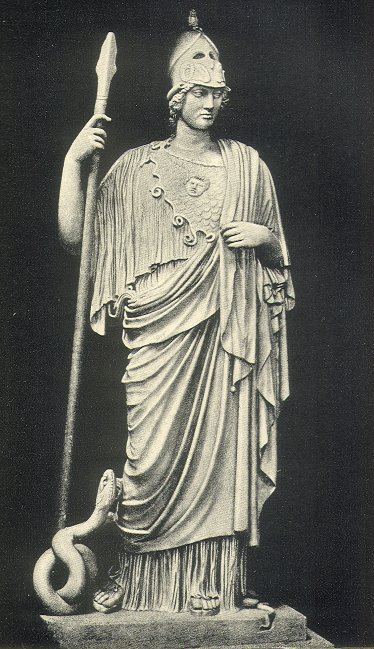
Pallasz Athéné szobra

2. kép: Odüsszeusz mély álomból tér magához. A phaják király segítségével jutott haza, aki nem rettent meg Poszeidon haragjától és segített neki. Odüsszeusz nem ismeri fel szülőföldjét. Gyanú támad benne: hátha átverték a phajákok és egy ismeretlen, lakatlan szigeten tették ki? Gyötrelmes vívódásainak egy fiatal pásztor megjelenése vett véget, aki nem más, mint Pallasz Athéné. Az istennő elnyeri a sokat hányatott hős bizalmát, majd felfedi előtte kilétét. Odüsszeusz fejet hajt előtte, az istennő pedig öregemberré változtatja, hogy senki sem ismerje fel. Ezután a király felkeresi egykori kondását. Eumaiosz szívesen látja vendéül, hiszen az ismeretlen vándor nagy hírt hozott: Odüsszeusz él és hamarosan visszatér.
3. kép: Pénelopét Melantho és Eurümakhosz győzködi: hagyjon fel eddigi életvitelével és ne űzze el házából Ámort. Ideje lenne végre meghoznia a döntést, hogy az egymással versengő kérők közül kit választ férjének. A királynő azonban rendíthetetlen: ő tudja, hogy Odüsszeusz él és vissza fog térni.
4. kép: Athéné parancsára Télemakhosz is hazatért Spártából. Jó hírt hozott: utazása alatt bizonyságot szerzett róla, hogy apja él. Ekkor megjelenik Odüsszeusz is az öregember képében. De a titok még titok marad. Pallasz Athéné csak akkor engedélyezi Odüsszeusznak, hogy felfedje magát, amikor négy szemközt marad fiával.

### II. felvonás
1. kép: A királyi palotában vígan mulatoznak a kérők. Antinoosz, Aminomosz és Peiszandrosz körülzsongják Pénelopét és unszolják: válasszon férjet közülük. A királynő válasza: nem akar szeretni. A jelenetet a kondás szakítja félbe, aki bejelenti, hogy Télemakhosz hazatért. Jó híreket hozott Spártából: azt mondták neki, hogy Odüsszeusz él és útban van hazája felé.
2. kép: Az egyik kérő kihallgatta anyja és fia beszélgetését és hírül viszi azt társainak. Először meg akarják gyilkolni a visszatért királyfit. De miután madár jóslást végeznek, a jóslat egyértelműen inti őket: ha ezt teszik kihívják maguk ellen végzetüket. Elhatározzák hát, hogy ajándékaikkal puhítják meg a királynő szívét. Miután távoznak Odüsszeusz jelenik meg a színen Pallasz Athénével. Végre itt van már, palotája küszöbe előtt.

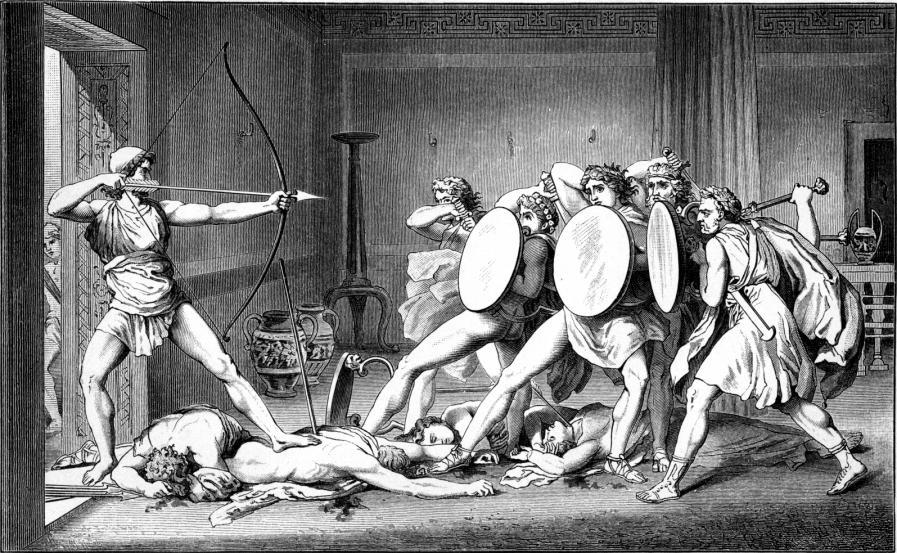
Odüsszeusz lenyilazza a kérőket

3. kép: Megérkezik Télemakhosz és maga is elmondja milyen híreket hallott. Ezután Eumaiosz bevezeti az öreg idegent, akit nem néznek jó szemmel a kérők. Irosz, az élősdi koldus párviadalra hívja a rokkant aggastyánt. A jelenetet Pénelopé szakítja félbe, aki közli elhatározását: annak adja kezét, aki fel tudja ajzani Odüsszeusz íját. A három kérő egymás után próbálkozik meg a feladattal, de nem tudja azt teljesíteni. Ezután az öreg koldus kéri: hagy próbálja meg ő is. Természetesen neki sikerül felajzania az íjat. Ezután a fegyvert a kérők ellen fordítja: bosszút áll rajtuk, amiért azok vagyonát pusztították. Pénelopé azonban még mindig hitetlen. Hozzá szokott már a boldogtalansághoz és most hirtelen nem tudja elhinni, hogy férje valóban hazatért. Az öreg dajka felismeri urát. Pénelopé azonban csak akkor hiszi el, hogy valóban Odüsszeusz tért haza, amikor az megsúgja neki a hitvesi ágy titkát: azt ő faragta a ház közepén nőtt olajfából.
4. kép: Athéné békét kér az istenektől Pénelopé és Odüsszeusz számára, végül a még mindig bosszús Poszeidón is megbékél, hiszen az engedetlen phajákokat elérte büntetésük. Béke van az istenek és Odüsszeusz birodalmában is.
Megjegyzés: Az opera eredetileg öt felvonásra tagolódik, de a Magyar Állami Operaházban a kétfelvonásossá összevont változatot játszották, ezért a magyar operaismertetők kivétel nélkül két felvonásban ismertetik az opera cselekményét.

## Az opera színpadra állításának nehézségei
A darab színpadra állítása számos nehézséget vet fel, ugyanis az 1881-ben megtalált kézirat csupán az énekszólamokat, a basszust, valamint az ötszólamú zeneközjátékot tartalmazza, mindenféle hangszerelési utasítás nélkül. Ezenkívül míg a már 1881 előtt ismert librettó ötfelvonásos, addig a zenei anyag csak három. Feltételezhető tehát, hogy a zene csak töredékes formában maradt fenn. Ennek következtében minden előadás az eredeti hangzáskép hiteles megszólaltatásának kísérlete. Mióta olyan nagy reneszánszukat élik a korai, 17–18. századi barokk operák, szakemberek sokasága foglalkozik a régi zenés színpadi művek általuk hitelesnek tartott rekonstrukciójával.
Az Odüsszeusz hazatérését az 1925-ös bemutató alkalmával Vincent d’Indy dolgozta fel, majd Luigi Dallapiccola próbálkozott a darab rekonstrukciójával 1942-ben. Aztán Raymond Leppard angol csembalóművész vette gondjai alá az operát, és az ő változatát – mivel a korszakkal foglalkozó zenész volt – sokkal hitelesebbnek tartották, mint az előző két feldolgozást, ezért többek között a Magyar Állami Operaház is úgy döntött, hogy az ő változatát viszi színre 1975-ben. Az 1970-es években Nikolaus Harnoncourt változata hívta fel magára a figyelmet. Harnoncourt új korszakot nyitott a korszak műveinek interpretálásában. Később Reneé Jacobs állította ismét színpadra a művet. Jacobs és Harnoncourt változata is hozzáférhető CD-kiadás formájában.

## Az opera zenéje
A megváltozott közönségnek tudható be, hogy az operában kevesebb az udvari, de annál több a kalandos, szórakoztató elem. A komikus vegyül a tragikussal, a mitológiai szereplőket félig történelmi, emberibb alakok váltották fel. Monteverdi a közönséggel egyfajta „adok-veszek” kapcsolatot alakított ki: a közösség problémáit és érzelmeit próbálta meg érzékeltetni. Az Orfeóhoz képest hatalmas díszlet tömegeket vonultatott fel, és a díszlettervezők eszköztárát is óriásira tágította. Az Odüsszeusz hazatérése már híven tükrözi a barokkra oly jellemző mozgalmasságot és látványosságot.
A zene sokkal szabadabb és népiesebb, mint az Orfeóban, de sokkal egyöntetűbb is. Ennek köszönhető, hogy egyesek Monteverdit csak ügyes utánzónak tartották. A kutatók többségé ma már úgy gondolja, hogy az Odüsszeusz hazatérése egyfajta átmeneti munka volt, amely előkészítette a talajt a következő nagy Monteverdi-opera, a Poppea megkoronázása számára. Ez azonban csak feltételezés marad, ugyanis mivel a mester munkái életében nem jelentek meg nyomtatásban, a kéziratok pedig (az egy Arianna siralma kivételével) mind elvesztek, így a zenekutatók nem tudják pontosan rekonstruálni azt a folyamatot, amely az Orfeótól elvezetett az Odüsszeusz hazatéréséig.
Az opera eredeti zenei anyagának feltűnő jellegzetessége a kettősök érett kidolgozása, valamint a zárt számok meglehetősen nagy aránya. A szerző eltávolodott a stile recitativótól, ezt tette lehetővé a zárt számok (ariosók és együttesek) a korábbinál szélesebb körű alkalmazását. A partitúra erősen zenekari fogantatású, de a beszéd drámai erejét megőrizte. A személyek és az érzelmek ábrázolása dramaturgiailag differenciáltabb lett a komikus és népies jelenetek alkalmazásának következtében.

## Híres áriák
Superbo è l'uom – Nettuno, I. felvonás

## Meghallgatható felvételek
Penelopé Di misera regina kezdetű áriája az I. felvonásból

Probléma esetén lásd:Médiafájlok kezelése.